# Champagny-sous-Uxelles
Champagny-sous-Uxelles is een gemeente in het Franse departement Saône-et-Loire (regio Bourgogne-Franche-Comté) en telt 80 inwoners (2009). De plaats maakt deel uit van het arrondissement Chalon-sur-Saône.

## Geografie
De oppervlakte van Champagny-sous-Uxelles bedraagt 5,0 km², de bevolkingsdichtheid is dus 16 inwoners per km².
De onderstaande kaart toont de ligging van Champagny-sous-Uxelles met de belangrijkste infrastructuur en aangrenzende gemeenten.

## Demografie
Onderstaande figuur toont het verloop van het inwonertal (bron: INSEE-tellingen).